# Søren Peter Cortsen

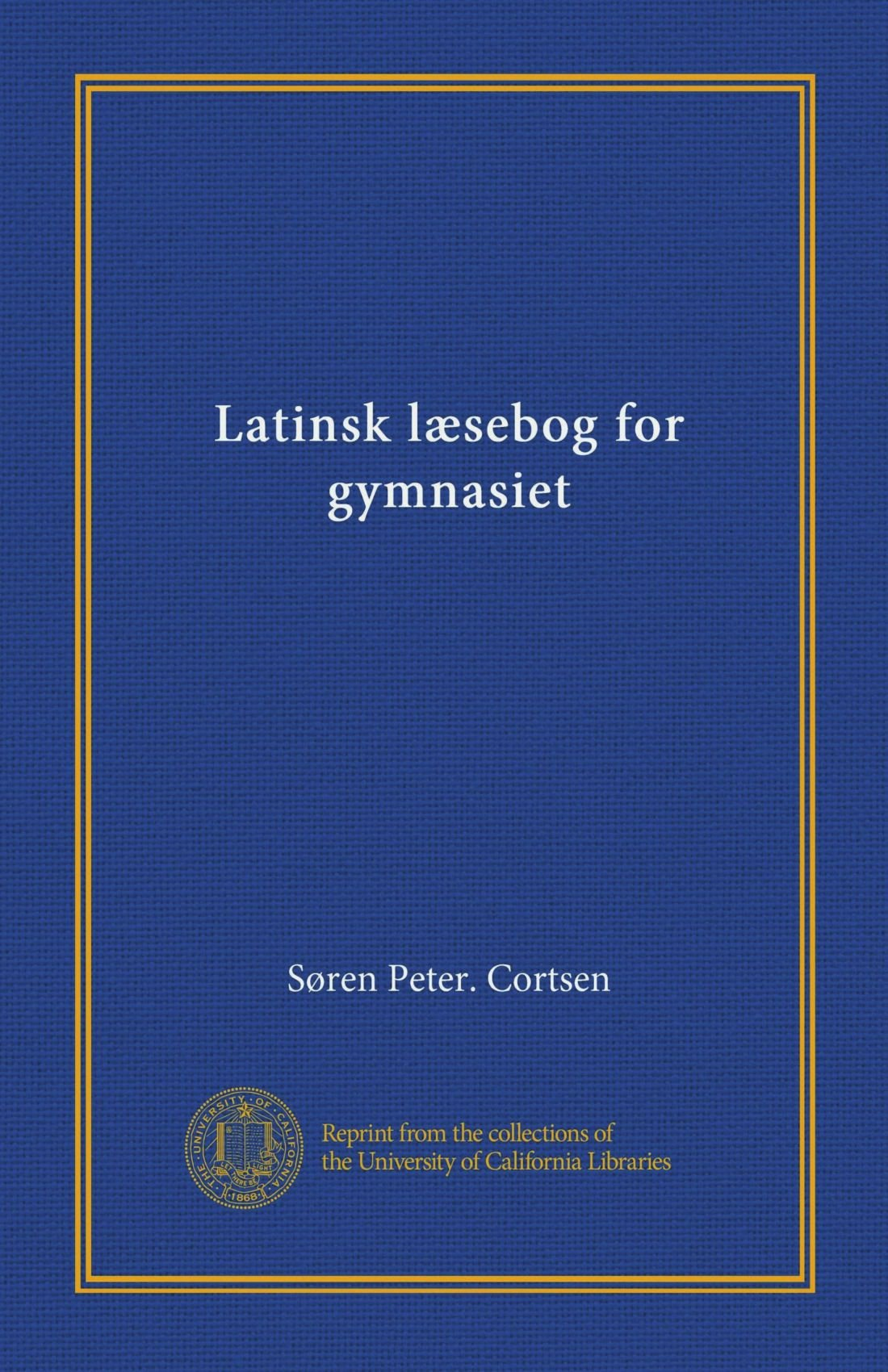
Søren Peter Cortsen: Latinsk læsebog for gymnasiet. (Neudruck)

Søren Peter Cortsen (* 1. Mai 1878 in Aalborg; † 1. Januar 1943 in Helsingør) war ein dänischer Lehrer und Klassischer Philologe, der sich vor allem mit der etruskischen Sprache befasst hat. 

## Leben und Werk
Cortsen war der Sohn des Armeeangehörigen Søren Marinus Cortsen (1846–1915) und der Thekla Nielsine Cortsen, geborene Gjelstrup (1854–1925). Cortsen besuchte in Aalborg das Gymnasium und schloss 1895 mit der Hochschulreife ab. Anschließend begann er an der Universität Aalborg ein Studium in klassischer Philologie und legte 1901 die Abschlussprüfung ab, wobei er Altgriechisch als Hauptfach wählte. 
Cortsen arbeitete anschließend als Lehrer an Schulen in Kopenhagen und 1902 an der staatlichen Schule in Odense. Von 1906 bis 1907 unterrichtete er an der Domschule in Ribe. Ab 1908 war er als Lehrer an der städtischen Oberschule in Helsingør tätig, ab 1916 als Assistenzprofessor und ab 1919 als Dozent. Cortsen war ein angesehener Pädagoge und verfasste weit verbreitete Lehrbücher für die Sekundarstufe in Latein, darunter das zwei Bände umfassende Latinsk læsebog for gymnasiet (Lateinlehrbuch für die Sekundarstufe), das heute noch aufgelegt wird. Daneben beschäftigte er sich auch als Sprachwissenschaftler, insbesondere im modernen Dänisch.
Sein eigentliches Forschungsgebiet war die etruskische Sprache, auf die er sich schon früh konzentrierte und in der er eine anerkannte Autorität wurde. 1908 verfasste er die Abhandlung Lyd og Skrift i Etruskisk (Etruskische Sprache und Schrift), mit der er zugleich promovierte. Sein Interesse für die Etruskologie führte ihn zwischen 1922 und 1923 auf eine Studienreise nach Deutschland und Italien. 1925 brachte er in deutscher Sprache Die etruskischen Standes- und Beamtentitel, durch die Inschriften beleuchtet heraus. 1935 veröffentlichte Cortsen zusammen mit Moriz Runes einen Band zum etruskischen Text auf der Agramer Mumienbinde. Darüber hinaus schrieb er zahlreiche Rezensionen und kürzere Abhandlungen, vor allem in der Zeitschrift Glotta, in der er auch einige der jährlichen Literaturberichte zur etruskischen Forschung herausgab. 
Cortsen vertrat mit Nachdruck die Methode der internen Interpretation, also den Ansatz, Inschriften von innen heraus zu erforschen, ohne von vornherein auf Vergleiche mit anderen Sprachen zurückzugreifen. Er wandte sich vehement gegen die zahlreichen unbelegten Hypothesen, die von anderen Sprachwissenschaftlern zu etruskischen Inschriften aufgestellt wurden. Als Schüler von Vilhelm Thomsen hatte er gelernt, zwischen belegbarem Wissen und losen Hypothesen zu unterscheiden, und stellte mit seiner Vorgehensweise die etruskische Sprachforschung auf eine solide Grundlage.
Cortsen war seit 1918 verheiratet mit Anna Marie Jensine, geborene Jensen (1882–1938).

## Veröffentlichungen (Auswahl)
- Lyd og Skrift i Etruskisk. Nielsen & Lydiche, Kopenhagen 1908.
- Latinsk læsebog for gymnasiet I. V. Pios boghandel, T. Branner, Kopenhagen 1911 (online).
- Latinsk læsebog for gymnasiet II. V. Pios boghandel, T. Branner, Kopenhagen 1911 (online).
- Die etruskischen Standes- und Beamtentitel, durch die Inschriften beleuchtet. A. F. Høst, Kopenhagen 1925 (online).
- mit Moriz Runes: Der etruskische Text der Agramer Mumienbinde. Vandenhoeck & Ruprecht, Göttingen 1935.
- Sociale kriser i Sparta og Rom: fire Biografier af Plutarch. Nordisk Forlag, Kopenhagen 1938.
- Der Inhalt der Bleiplatte von Magliano. In: Glotta. Nr. 27, 1939, S. 271–276.